# Forme de cricket
Il existe diverses formes de cricket, qui ne différent pas les unes des autres au niveau des règles du jeu mais uniquement au niveau de la durée du match. En effet, il n'existait à l'origine qu'une seule forme de cricket, le format Test cricket, dont les matchs pouvaient durer plusieurs jours et se solder par un match nul. La nécessité de raccourcir les matchs à une seule journée et d'empêcher l'éventualité des matchs nuls s'est fait ressentir lors de l'organisation de la première Coupe du Monde de cricket, donnant naissance au format One-Day International. Depuis, d'autres formats ont vu le jour, toujours dans l'optique de raccourcir les matchs.

## Les différents formes de crickets
D'une forme à l'autre, les différences vont se situer au niveau du nombre de lancers maximum autorisés lors d'un inning, et du nombre d'innings joués lors d'un match.

### Test cricket
Dans le format test cricket, le plus ancien, le nombre de lancers effectués pendant chaque inning est illimité, et une équipe en attaque ne passe à la défense que lorsque dix des onze joueurs de cette équipe ont été éliminés. De plus, le format test cricket est le seul format qui se joue en deux innings au lieu d'un seul. 
Ces matchs pouvaient durer plusieurs journées et si, au terme de cinq jours de jeu, le match n'était toujours pas terminé, l'arbitre déclarait le match nul.

### One-Day International
Le format One-Day International se joue en un seul inning, et l'équipe en défense ne peut effectuer au plus que 50 séries de 6 lancers, soit 300 en tout. Comme son nom l'indique, ces matchs sont faits pour être joués en une seule journée, soit un temps de jeu effectif de six ou sept heures. Ce format a été inventé pour rendre possible l'organisation de la Coupe du monde de cricket : en effet, pour que cela soit possible, il fallait tout à la fois rendre impossible les matchs nuls, et réduire la durée des matchs à une durée maximum, ce qu'a fait le format One-Day International.

### Twenty20
Le format Twenty20, ou T20, se joue en un seul inning et en 20 séries de 6 lancers, soit 120 lancers, tout au plus. La durée annoncée d'un match au format T20 est d'environ trois heures. Ce format, inventé en Angleterre dans les années 2000 pour pallier la perte de popularité du cricket, est depuis devenu le plus populaire et le plus pratiqué.

### Ten10
Le format Ten10, ou T10, se joue en un seul inning et 10 séries de 6 lancers, soit 60 lancers, tout au plus. Ces matchs se jouent en une heure et demie environ. La popularité de ce format est encore très ténue.

### TheHundred
Le format TheHundred est apparu pour la première fois en 2021, pour la première édition du championnat de cricket du même nom au Royaume-Uni. Il se joue en un seul inning, et l'équipe en défense n'a droit qu'à tout au plus cent lancers. La durée des matchs de ce format est d'environ deux heures trente.

## Tableau comparatif
|                             | Test Cricket    | One-Day International                                            | Twenty20 | Ten10 | TheHundred |
| --------------------------- | --------------- | ---------------------------------------------------------------- | -------- | ----- | ---------- |
| Nombre d'innings            | 2               | 1                                                                | 1        | 1     | 1          |
| Nombre de lancer par inning | Illimité        | 300                                                              | 120      | 60    | 100        |
| Durée annoncée              | Plusieurs jours | Une journée, soit un temps de jeu effectif de six ou sept heures | 3h       | 1h30  | 2h30       |